# Chester Commodore
Chester Commodore (né le 22 août 1914 à Racine et mort le 10 avril 2004 à Colorado Springs) est un auteur de bande dessinée et dessinateur de presse américain. De 1954 à 1983, il est le dessinateur principal du Chicago Defender. Il a été nommé douze fois pour un prix Pulitzer, sans jamais en remporter.